# Seeschlacht bei Elba
Dover – Plymouth – Elba – Kentish Knock – Dungeness – Portland – Livorno – Gabbard – Scheveningen
In der Seeschlacht bei Elba (Schlacht zwischen Elba und Montecristo) im Ersten Englisch-Niederländischen Krieg trafen am 27. Augustjul. / 6. September 1652greg. Schiffe der Vereinigten Provinzen der Niederlande auf Schiffe des Commonwealth von England. In England wird sie auch Schlacht bei Monte Christo genannt.

## Verlauf
Die Engländer waren mit acht Schiffen unter Richard Badiley nach Livorno unterwegs, wo sechs Schiffe unter Henry Appleton lagen. Die Holländer unter Johan van Galen griffen mit zehn Schiffen an und konnten die englische Phoenix erobern. In der Schlacht wurden viele niederländische Kapitäne getötet.
Im November, zwei Monate später, unternahm Kapitän Owen Cox einen Nachtangriff auf die Phoenix, die bei Livorno als Teil der niederländischen Flotte ankerte und Appletons Geschwader blockierte. Die Engländer konnten ihr ehemaliges Schiff zurückerobern.

## Beteiligte Schiffe

### Vereinigte Provinzen (Johann van Galen)
| Vereinigte Provinzen (Johan van Galen) | Vereinigte Provinzen (Johan van Galen) | Vereinigte Provinzen (Johan van Galen) | Vereinigte Provinzen (Johan van Galen) |
| Schiff                                 | Anmerkung                              | Kanonen                                | Kapitän                                |
| -------------------------------------- | -------------------------------------- | -------------------------------------- | -------------------------------------- |
| Jaarsveld                              | Flaggschiff                            | 44                                     |                                        |
| Prinses Royaal                         |                                        | 34                                     | Douwe Aukes, getötet                   |
| Wapen van Zeeland                      |                                        | 32                                     | Joost Willemsz Block                   |
| Eendracht                              |                                        | 40                                     | Jacob de Boer, Vizeadmiral             |
| Maan                                   |                                        | 40                                     | David Janszoon Bondt, getötet          |
| Vereenigde Provinciën/Zeven Provinciën |                                        | 40                                     | Hendrick Claeszoon Swart, getötet      |
| Haarlem                                |                                        | 40                                     | Dirck Quirijn Verveen                  |
| Maagd van Enkhuysen                    |                                        | 34                                     | Cornelis Tromp                         |
| Zeelandia                              |                                        | 32                                     | Andries de Boer                        |
| Jonge Prins                            |                                        | 28                                     | Cornelis Barentszoon Slordt            |

### England (Richard Badiley)
| England (Richard Badiley) | England (Richard Badiley) | England (Richard Badiley) | England (Richard Badiley) |
| Schiff                    | Anmerkung                 | Kanonen                   | Kapitän                   |
| ------------------------- | ------------------------- | ------------------------- | ------------------------- |
| Paragon                   | Flaggschiff               | 52                        |                           |
| Elizabeth                 |                           | 36                        | Jonas Reeves              |
| Phoenix                   | von der Eendracht erobert | 36                        | John Wadsworth            |
| Constant Warwick          |                           | 32                        | Owen Cox                  |
| Mary Rose                 | Handelsschiff             | 32                        | Jonas Poole               |
| William and Thomas        | Handelsschiff             | 30                        | John Godolphin            |
| Thomas Bonaventure        | Handelsschiff             | 28                        | George Hughes?            |
| Richard and William       | Handelsschiff             | 24                        | John Wise?                |